# Hội đồng Nhà nước
Hội đồng Nhà nước là một cơ quan nhà nước có chức năng như một nội các hoặc một cơ quan cố vấn cho những người đứng đầu Nhà nước, vân vân. Trong một số trường hợp Hội đồng Nhà nước được xem là một Hội đồng Cơ mật.

## Một số Hội đồng Nhà nước hiện nay
- Hội đồng Nhà nước (Bỉ) - một cơ quan tư pháp và cố vấn của Nhà nước. Nó cố vấn cho các cơ quan hành pháp và là tòa án tối cao cho ngành tư pháp hành chính.
- Hội đồng Cố vấn Nhà nước - Cơ quan này bao gồm một nhóm nhà quý tộc Anh có nhiệm vụ thực thi các chức năng của Vương gia Anh khi vua Anh vắng mặt trong một thời gian ngắn, ví dụ như khi vua bị ốm hay đang trong chuyến công du đến các nước thuộc Khối thịnh vượng chung,...
- Hội đồng Nhà nước Cộng hòa Colombia
- Hội đồng Nhà nước Cuba
- Hội đồng Nhà nước (Đan Mạch) - cơ quan này tương tự như một Hội đồng Cơ mật. Vai trò của nó chủ yếu mang tính nghi thức và chức năng của nó bao gồm phê chuẩn sự đồng tình của Vương gia Đan Mạch trong việc ban hành các đạo luật, và phê chuẩn các hoạt động của Vua dưới tư cách là người đứng đầu Nhà nước Đan Mạch. Thành viên của Hội đồng bao gồm tất cả các Bộ trưởng trong nội các Đan Mạch và Vương Thái tử Đan Mạch (nếu cô ta/anh ta đã đến tuổi trưởng thành).
- Hội đồng Nhà nước (Hà Lan) - đây là một cơ quan cố vấn cho chính phủ, bao gồm các thành viên của Vương gia Hà Lan và các thành viên có nhiều kinh nghiệm về chính trị, ngoại giao, kinh tế, quân sự được Vương gia bổ nhiệm. Hội đồng Nhà nước khi muốn đề nghị ban hành một đạo luật nào đó thì cần phải thảo luận trước với Nội các Hà Lan trước khi đệ trình lên Quốc hội; Hội đồng có vai trò như một cầu nối giúp cho người dân có thể yêu cầu bác bỏ các quyết định của cơ quan hành pháp.
- Hội đồng Nhà nước Ai Cập
- Nội các Phần Lan có vai trò tương đương như một Hội đồng Nhà nước. Nó bao gồm Thủ tướng Phần Lan cùng các bộ trưởng, và nhận được sự ủy thác của Nghị viện Phần Lan.
- Hội đồng Nhà nước (Pháp) - đây là một cơ quan tư pháp và cố vấn. Nó làm nhiệm vụ hỗ trợ cho các cơ quan hành pháp của chính phủ bằng việc cố vấn và là tòa án tối cao của ngành tư pháp hành chính.
- Hội đồng Nhà nước (Ghana) - cơ quan này cố vấn cho Tổng thống Ghana.
- Hội đồng Nhà nước (Hy Lạp) - đây là tòa án hành chính tối cao của Hy Lạp và là một cơ quan hành chính có nhiệm vụ kiểm tra các sắc lệnh của tổng thống trước khi được ban hành.
- Hội đồng Bang (Ấn Độ) (Rajya Sabha) - đó chính là Thượng viện của Nghị viện Ấn Độ.
- Hội đồng Nhà nước (Ái Nhĩ Lan) - đây là cơ quan cố vấn cho Tổng thống Ái Nhĩ Lan và hiếm khi Hội đồng tổ chức họp mặt. Tổng thống không nhất thiết phải nghe các ý kiến của Hội đồng nhưng trong một số trường hợp đặc biệt thì buộc phải hỏi ý kiến Hội đồng trước khi quyết định.
- Hội đồng Nhà nước Ý - một cơ quan hành chính có chức năng đảm bảo tính hợp pháp của chính phủ.
- Hội đồng Nhà nước Liberia - cơ quan lãnh đạo lâm thời của Liberia tồn tại giữa thập niên 1990 (xem bài Tổng thống Liberia)
- Hội đồng Nhà nước (Luxembourg)
- Hội đồng Nhà nước (Nigeria)
- Hội đồng Nhà nước (Na Uy)
- Hội đồng Nhà nước Philippines
- Hội đồng Nhà nước Bồ Đào Nha - cơ quan cố vấn của Tổng thống Bồ Đào Nha. Nó được triệu tập bởi Tổng thống lúc Tổng thống thấy cần; tuy nhiên Tổng thống bắt buộc phải triệu tập Hội đồng Nhà nước trong các trường hợp ra quyết định giải tán Hội đồng Cộng hòa, tuyên chiến, nghị hòa. He or she is not bound by it.
- Hội đồng Nhà nước Tây Ban Nha - đây là cơ quan có chức năng xử lý các vấn đề ngoại giao tồn tại từ năm 1522 đến 1834; hiện nay nó là Hội đồng Cố vấn Tối cao của chính phủ.
- Conseils d'État - Một cơ quan chính phủ Thụy Sĩ, đứng đầu các bang nói tiếng Pháp.
- Hội đồng Nhà nước (Thái Lan) - một cơ quan hoạt động trực tiếp dưới quyền của Thủ tướng Thái Lan, có nghĩa vụ cố vấn cho các cơ quan chính phủ và các doanh nghiệp Nhà nước khi được yêu cầu. Chức năng cũ của nó - trước khi thành lập Tòa án Hành chính Thái Lan năm - tương đương với Tòa án Hành chính Tối cao Thái Lan.
- Hội đồng Nhà nước (Thổ Nhĩ Kỳ)
- Quốc vụ viện Cộng hòa Nhân dân Trung Hoa: cơ quan hành chính cao nhất của Cộng hòa Nhân dân Trung Hoa, do Thủ tướng đứng đầu.

## Một số Hội đồng Nhà nước đã không còn tồn tại
- Hội đồng Nhà nước Cộng hòa Xã hội Chủ nghĩa Việt Nam - một cơ quan tương đương với chức Chủ tịch nước và cơ quan Ủy ban Thường vụ Quốc hội hiện nay. Tồn tại từ năm 1980 đến 1992.
- Hội đồng Nhà nước Liên bang Xô Viết - một cơ cấu tồn tại từ tháng 9 đến tháng 12 năm 1991.
- Hội đồng Nhà nước Anh (1649–1660)
- Hội đồng Nhà nước (Vương quốc Ba Lan) (1815-1915) và Hội đồng Nhà nước (Ba Lan) (1947–1989)
- Hội đồng Nhà nước Đế quốc Brasil (1822-1889)
- Hội đồng Tối cao Nhà nước Xiêm (1925-1932)
- Hội đồng Nhà nước Chile (1976–1980)
- Hội đồng Nhà nước Lâm thời (Israel) (1948-1949)
- Hội đồng Nhà nước Lâm thời của Cộng hòa Dân chủ Đức (1960-1989)
- Quốc vụ viện (1934-1945), cơ quan hành pháp của Mãn Châu Quốc.